# معماری چینی

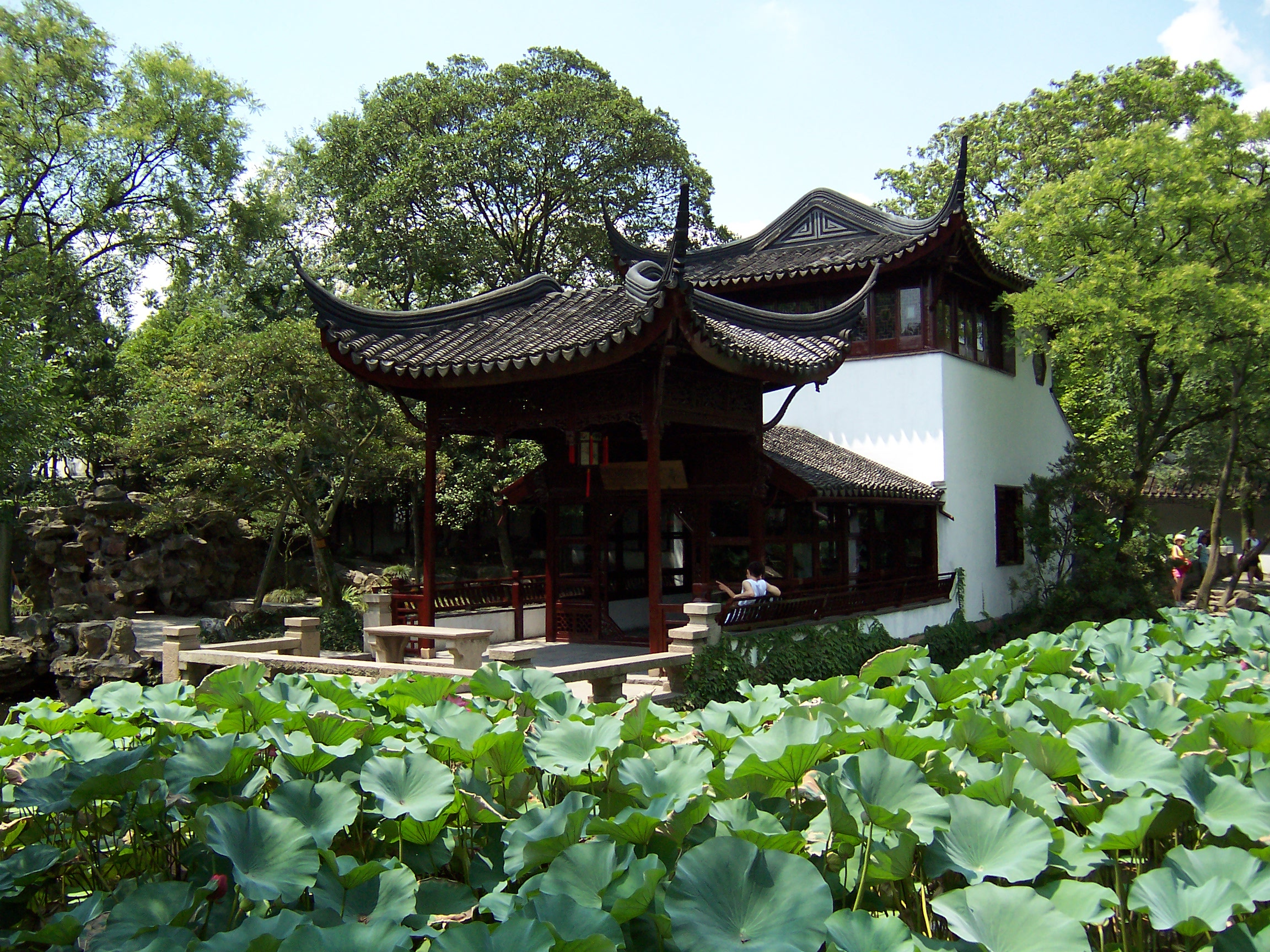
کلاه فرنگی‌ای در میان باغ

معماری چین نیز همانند سایر هنرهــــای آن از گستردگی و تنـوع فراوان برخوردار است، هر چند آثار معماری آنـــان گاه به علت استفاده از مصالح کم دوام از بین رفته‌اند، ولیکن آنچـــه از این آثار باقی‌مانده، گویای این حقیقت است که آثار چین در حد معماری‌های مصر و بین النهـــرین و ایران باستان است. به‌طور کلی معماری چین شامل معابد (کنفوسیوسی، لائوتسه، بودایی) پاگودا، قصر، دیوار بزرگ چین، خانه و دیرها، آرامگاه‌ها و معابد صخره‌ای (غارها) است.
معماری چین یگانه سیستم معماری در جهان است که ترکیب بندی چوبی عمده آن می‌باشد که تجلی بخش عمیق اصول اخلاقی چینی‌ها و دیدگاه‌های زیبائی، ارزش و طبیعت است.

## خصوصیات معماری چین
خصوصیات عمده هنر معماری چین که بر اساس سنن عمیق فرهنگی مبتنی است به قرار ذیل است:
1. به علت برجسته ساختن ایده تقدم قدرت امپراتوری بر هر چیز و نظریه طبقاتی موفقیت‌های حاصله دربرنامه‌ریزی قصرها و شهرها بیشتربوده‌است.
2. به زیبایی مجتمع توجه خاصی شده لذا در ترکیب بندی عمده معماری‌ها شکل برقراری خانه‌ها وحیاط‌ها به شکلی است که دو طرف همانند اهرم متقابل عمل کنند.
3. به هماهنگی عالی معماری با طبیعت توجه خاصی شده‌است. در تاریخ چین در زمینه خصوصیات هنری و سبک و شیوه‌های سازندگی و طراحی معماری به تبادلات با خارج اهمیت زیادی داده شده و این مسئله بر معماری ژاپن، کره، ویتنام و مغولستان تأثیرات زیادی داشته‌است.[۱]

## خانه چینی

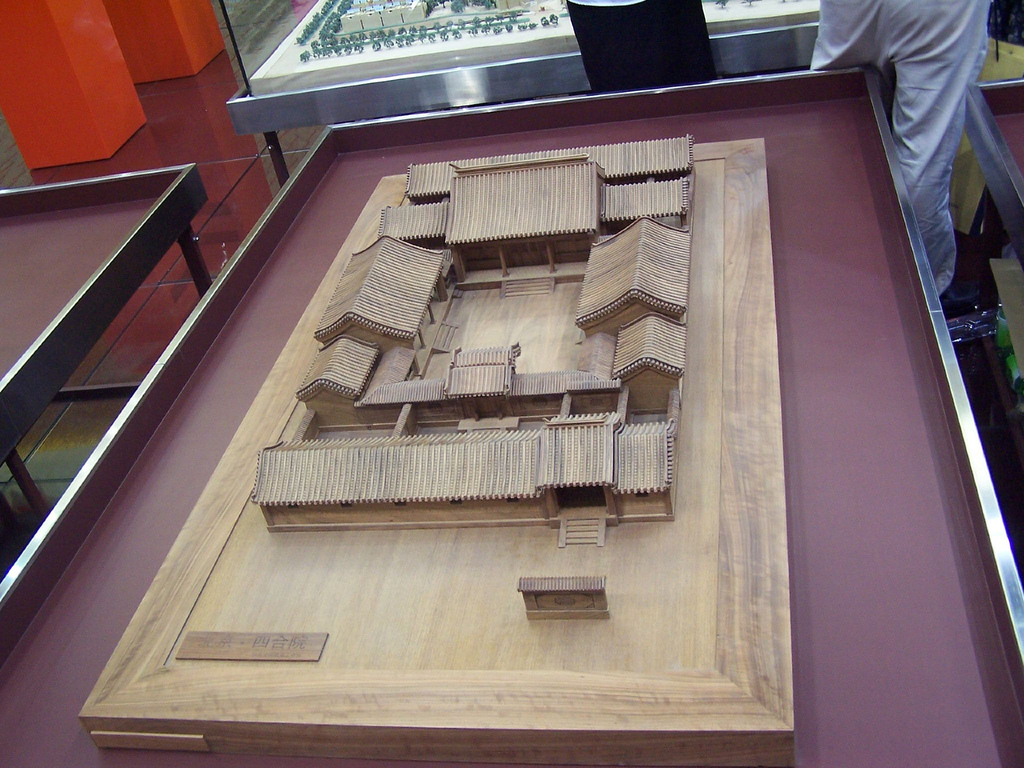
نمونه‌ای از خانه چینی در پکن

اولین سکونتگاه‌های چینی گودالهایی هستند که به صورت دایره ساخته شده‌اند و روی آن را با شاخ و برگ درختان پوشانده‌اند.
از نظر تزئینی نمونـــه‌های خانه گلی دوره هان کاملاً شبیه سبک‌های موجــــود در چین است. مدخل اصلی در داخل توسط “ مانع ارواح ” (دیواری در مقابل مدخل) حفاظت می‌شود، به‌طوری‌که حیاط از داخل خانه از نظر پنهــــان است. بر اساس عقاید چینی، شیاطین و ارواح پلید در خط مستقیم حرکت می‌کردند و این دیوارها در مقابل مدخل مانع ورود آن‌ها به داخل خانه می‌شدند.
ساختمان معماری خانه امروز چین دقیقاً به نمونه اولیه خویش در هزار سال پیش شباهت دارد. اجزای ضروری این ساختمانهــــا عبارتند از: یک تالار چهار گوشه زیر یک بــــام نوک تیز با قرنیزهای بر آمده، بر روی یک شبکه نگاهدارنده و ستونهــای چوبی، که دیوارها هیچ نقشی در نگاهـداری از سقف ندارند بلکه در حکم پرده‌ها و تیغه‌های جداکننده می‌باشند. معماری چین در چهارچوب این فرمول محـدود، توجهش را بر نمای ساختمــان متمرکز می‌کند. کارایی ساختمان غالباً تابع تزئینات آن بود. جالب توجه‌است که در طی چند قرن جهت همه ساختمان‌ها شمالی ـ جنـــوبی بوده‌است. در معابد یا منازل چینی بام بسیـار اهمیت دارد، جنس آن از آجر و کاشی است و اگر بر سریرهای سلطنتی سایه افکند زرد و گرنه سبز، ارغـــوانی، سرخ یا آبی است.

## قصرها و کاخ‌ها

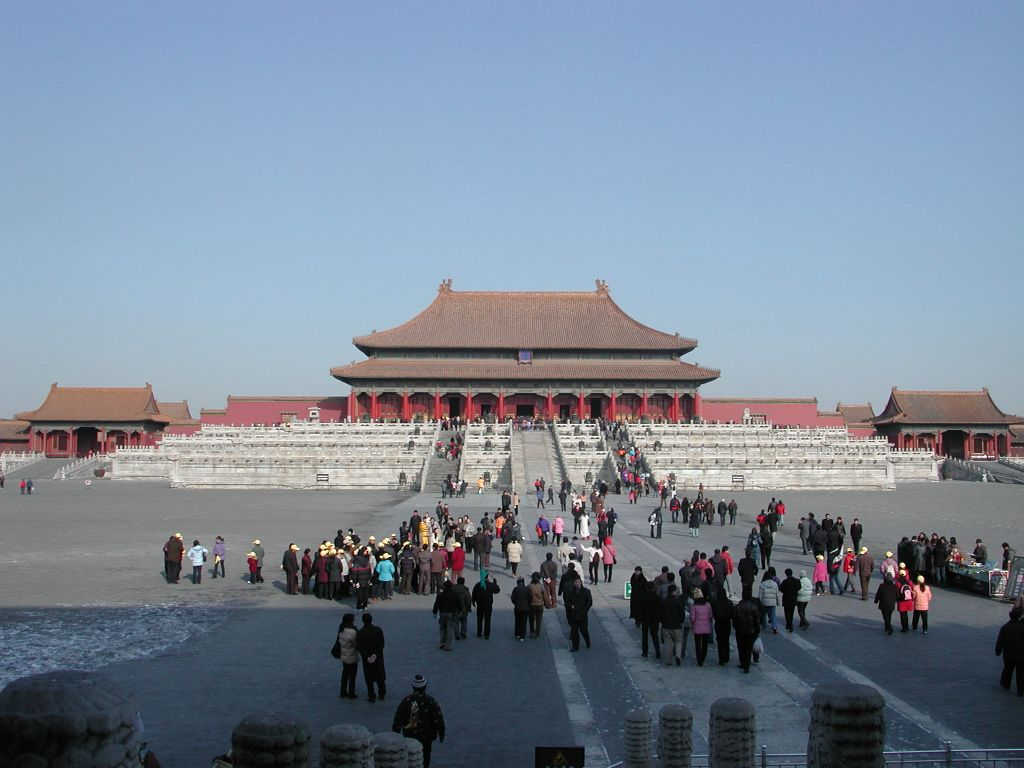
ساختمان های شهر ممنوعه از مهم ترین آثار معماری چینی به حساب می ایند

کاخ‌ها و قصرهای درباری پرابهت و مجلل و سنگفرش شده از آجرهای زراندود و مواد یشمی است و تاکنون نیز جلال و درخشندگی خاص خود را حفظ کرده‌است. از دوران سلسله امپراتوری چین قصرها محل اقامت و زندگی امپراتور و خاندان او بوده و کاخ‌ها مکان رتق و فتق امور دولتی از طرف امپرائور گردیده بود. مقیاس ساختمان‌های قصر و کاخ در سالیان بعد پیوسته توسعه یافت.

### خصوصیات
خصوصیات مشخص آن‌ها گنبد بسیار بزرگ و شیروانی پوشیده از آجرهای کاشی زرد رنگ و همچنین نقاشی‌های پرطمطرق، سقف‌های گنبدی باحکاکی‌های ظریف و زیبا، زیرسازی مستحکم، پارتیشن‌ها، تیرهای چوبی و ستون‌های سنگ مرمری و بناهای متنوع و رنگارنگ حاشیه آن می‌باشد.
کاخ تای خه در شهر ممنوعه پکن از نمونه‌های معماری قصرها و کاخ‌های امپراتوری محسوب می‌شود. در چین باستان در زمینه سازندگی کاخ به منظور تجسم تقدم قدرت امپراتوری بر هرچیز و نمایاندن نظام طبقاتی با محوریت امپراتوری، ترکیب‌بندی سخت محوری در معماری‌های یادشده مراعات شده‌است.

## معابد چینی
در معماری هر کشوری پرستشگاههــا از اهمیت و جایگاه خاصی برخوردارند. مجموعه معابد به جای مانده در کشور چین با توجه به تعدد و تنوع ادیان مورد قبول در آن بسیــار متنوع می‌باشند. که این معابد عبارتند از:
1. معابد بودایی: به این معابد راههــای طبیعی بسیار زیادی منتهی می‌شود، که معمولاً بر سرازیرهای پیچ در پیچ کشیده شده و با دروازه‌های آراسته‌ای به نام “ پای لوش “ مشخص گردیده‌است. بـرای رهانیدن شیطان در برخی مدخلهـا، پیکره‌های کراهت انگیزی گذاشته شده‌است. رواج آئین بودایی ظاهراً تغییر مهمی در طــرح معابد چینی به وجود نیاورد، چون معابد تائویی و بودایی را از روی یک نقشـه می‌ساختند که در واقع همـــــان نقشه خانه چینیان بود و آن را برای مقـــاصد مذهبی آماده می‌کردند. ترتیب حیاط سازی، با تالارهای مجـاور، شبیه خانه‌های مسکونی بود. تالارهای واقع در حیاطهای جلو اختصــاص به پرستش خدایان یا بودا داشت، در صـــورتی که نقاط مسکونی در پشت معبد محل اقامت راهبان بود. عمده مصالح معابد بودایی چـوب و سنگ است. سقف شیـــروانی است و از پوشش سفـــالی یا چوبی ساخته شده‌است. در بیشتر معـــابد روی سقف بنایی به شکل کشتی قرار دارد که از نظــر هنر بودایی سمبلیک است و به طـــــور کلی سقف این بناها دارای تزئینات پر کــاری است. در معبد رنگ مسلط بر مجموعه بنا رنگ قرمز است.
2. معابد کنفوسیوسی: دلاویزترین معـــــابد چینی آن‌هایی است که در پکن به دین ملی و رسمـــی آن کشور اختصاص داده شده‌است. معبد کنفوسیوس دارای طاقهـــای باشکوهی است که با ظرافت بسیار کنــده کاری شده، ولی خود معبد بیشتر نمودار حالت فلسفی دارد تا هنــــری. به‌طور کلی ستونهـای معابد، چوبی و سنگی است و غالباً به صـــورت ستون پیکره‌ای از اژدها و سیمرغ که در روبروی مدخل معبد قرار داده شده‌است.

## پاگودا
از آثار برجسته و شاخص هنر معماری خاور دور به ویژه چین پاگودا است. این بناهای چتری شکل. چند طبقه‌اند که تعداد طبقات آنهـا فرد است چون عدد زوج در نزد چینی‌ها نحس است. پاگودا از درون دارای پله‌های مارپیچی و گردان است. هر چتر به ایـــوان گردی ختم می‌شود که مأموران حکومتی در این ایوان‌ها مسائل مملکتی را را بررسی می‌کردند، دومین کارکرد این بناهـــا جهت دعا و نیایش بوده و سوم پیشگویان چین در آن بخش طالع بینی می‌کردند و از طرفی جهت وزش باد را مشخص می‌نمود.
پاگودا نوعی از ساختمان‌سازی و معماری بودایی است که به نماد کشور چین تبدیل شده‌است، این بناها که بیشتر در روستـــاها برافراشته شده‌اند و جزء طبیعی آن نقاط به نظر می‌رسند و از استوپای هندی تقلید شده‌اند، با این تفاوت که چینی‌ها به جـــای نقشه گرد، نقشه چهار، شش یا هشت ضلعی را ترجیح می‌دادند و طبقات را تا ارتفاع حداکثر ۹۰متر روی یکدیگر می‌انباشتند.

## دیوار چین
مهمترین آثار چینی‌ها دیوار چین است که تا به امروز پا برجاست. این دیوار از شمال شرق چین به سمت شمال غرب امتـــداد دارد که طول آن ۶۴۰۰ کیلومتر و ارتفاع دیــوار ۷ الی ۵/۷ متر است، عرض دیوار هم حدوداً ۵/۷ متر است، به فاصلــه هر چند متر برج‌های دیده بانی در دیوار بزرگ تعبیه گردیده‌است. دیوار دارای چهار دروازه بزرگ است، مصالح این دیوار از آجر و سنگ است، سازنده این دیوار “ شی هوانگ دی ” خاقــان “ بنیانگذار سلسله چین ” بود. این دیوار جهت حفاظت چین از هجـــوم اقوام بیابانگرد زرد پوست به نام “ هونها ” بوده‌است. این دیوار از قرن ۴ ق. م به صورت دیوارهای بریده از چینه و گل وجود داشته‌است ولی در زمان امپراطوری شی هوانگ دی، این دیوارهای مجــزا به یکدیگر متصل شد و از مصالح سنگ و آجر در ان استفاده کرد.

## سبک‌های معماری چینی (شمالی و جنوبی)
در ساختمان‌های مذهبی اعم از پاگوداهـــا و معبدها می‌توان دو سبک مشخص معمـــاری چینی را مشاهده کرد. این دو سبک معمولاً شمالی و جنوبی خوانده می‌شود.
تفاوت عمده میان این دو سبک عبارتنـــد از: انحنای شیب سقف و مقدار تزئینـات لبه بام‌ها و پیش آمدگی آنهاست. در سبک جنوبی، سقف‌ها به اندازه‌ای انحنـا پیدا کرده‌اند که گوشه‌های آنها، مثل شاخ گاو به طرف بالا متمایل می‌شود.
سبک شمالی را غالباً سبک قصـــری می‌نامند، زیرا که بهتــرین نمونه‌های این نوع معماری را در عمارات با شکوه شهر ممنوع و آرامگاه‌های خاقان‌های سلسله‌های منگ و منچو می‌تــوان دید. در سبک قصــری، انحنای بام نرم است و به شیب و سقف چادر شبیه شده‌است، تزئینات نیز کمتر و محدودتر است. مجسمه فقط در گوشه‌های بام‌ها دیده می‌شود.
ساختمان‌های انـــدکی از روزگاران گذشته بر جای مانده‌اند یا سبک معماری چین در سده‌های گذشته دستخـــوش تحولات چشمگیر نشده‌است، ساختمان در چین امروز دقیقــــا به نمونه اولیه خویش در هزار سال پیش شباهت دارد.

## نگارخانه
- مجموعه‌ای از معابد در بالای تپه تایشان
- گیانت وایلد گوس پاکودا ساخته شده در سال ۶۵۲ در سلسله تانگ
- نه برج پاگوداساخته شده در قرن ۸ میلادی در  سلسله تانگ
- سالن چوبی ساخته شده در ۸۵۷ میلادی سلسله تانگ
- سه پاگودا معبد چانگ شنگ
- The پاگودا معبد فونگساخته شده در سال ۱۰۵۶ در سلسله لیائو که قدیمی‌ترین پاگودا چوبی در چین است.
- پاگودا لویهه در هاینگزو ساخته شده در ۱۱۶۵ میلادی در  سلسه سانگ
- معبد بهشت در پکنساخته شده در قرن ۱۵ در سلسله مینگ
- معبد پوتئو زونگ چنگساخته شده از  ۱۷۶۷ تا ۱۷۷۱ میلادی
- های سی  گونگبی (مسلمان ما لایچی) در شهر لینگسیا, گنسو